# Анвари
Авхад ад-Дин Али ибн Мохаммад Хаварани, или Авхад ад-Дин Али ибн Махмуд Анвари (перс. اوحدالدّین علی ابن محمد انوری‎; ок. 1126, Абивард — между 1189 и 1191, Балх), — персидский поэт, астроном и астролог.

## Биография и творчество
Анвари родился около 1126 года в Абиварде. Получил очень хорошее образование в Тусе. Обнаружив поэтическое дарование, приложил большие усилия, чтобы занять официальное положение при дворе, чего и добился между 1135 и 1145 годами. Приобрёл большую популярность благодаря касыдам в честь султана Ахмада Санджара и его преемников. Эти произведения, по мнению автора, были написаны «с таким блестящим красноречием, что их увидит слепой, с такими громкими метафорами, что их услышит глухой». Кроме того, в описываемый период Анвари сочинил стихотворение, известное под названием «Слёзы Хорасана», — отклик на события 1153 года, когда султан Санджар был взят в плен огузами.
В основном писал панегирические касыды, а также газели, рубай. В последние годы жизни оставил придворную службу и углубился в философию суфизма.
В 1185 году Анвари выступил с сообщением о том, что расположение планет указывает на скорую гибель части мира. После того, как это предсказание не сбылось, поэт подвергся настолько яростным нападкам, что принял решение удалиться в Балх. Многие поэтические произведения, появившиеся после этого события, отличаются острой сатирической направленностью: Анвари гневно обрушивается на несправедливость общественного устройства, ниспровергает не только идейные основы придворной литературы, но и статус придворного поэта вообще:
…В поэте-рабе нет нужды никому,
И хозяйство вселенной не прибегнет к нему.
Коль тебе ради хлеба наниматься пришлось,
 Так носи лучше мусор, а поэзию брось!
 (перевод А. С. Кочеткова)
Другие стихотворения балхского периода, напротив, отличаются философской углублённостью и отмечены влиянием индийского поэта Руни, чей стиль приводил Анвари в восхищение. К таким произведениям относится, в частности, «Ответ шаху на его приглашение явиться ко двору» — «очень милая идиллия», в которой автор «опоэтизировал свою дервишескую учёную лачугу».

## Публикации произведений на русском языке
- Поэзия народов СССР IV—XVIII веков / Вступительная статья и составление Л. Арутюнова и В. Танеева. — М.: Художественная литература, 1972. — С. 201—203. — (Библиотека всемирной литературы).
- Плоды щедросердия / Составление, подстрочный перевод с фарси, словарь и прим. Г. Алиева и Н. Османова. — М.: Художественная литература, 1979. — С. 121—126.
- Литература Востока в средние века: Тексты / Под редакцией Н. Сазановой. — М.: Издательство МГУ — Сиринъ, 1996. — С. 31-35.